# Doliocarpus foreroi
Doliocarpus foreroi är en tvåhjärtbladig växtart som beskrevs av G. A. Aymard C. Doliocarpus foreroi ingår i släktet Doliocarpus och familjen Dilleniaceae. Inga underarter finns listade i Catalogue of Life.